# Daniel Caspary
Pour les articles homonymes, voir Caspary.
Daniel Caspary, né le 4 avril 1976 à Karlsruhe, est un homme politique allemand. Membre de l'Union chrétienne-démocrate d'Allemagne (CDU), il est député européen depuis 2004. Au Parlement européen, il siège au sein groupe du Parti populaire européen (PPE).

## Biographie

### Études et carrière professionnelle
Daniel Caspary est né en 1976 à Karlsruhe, alors en Allemagne de l'Ouest. Il obtient son Abitur à Stutensee.  Après avoir servi dans les forces armées allemandes en tant qu'Oberleutnant dans la réserve, il étudie l'économie à l'université de Karlsruhe. Parallèlement à ses études, il travaille comme assistant du vice-président du groupe parlementaire de l'Union chrétienne-démocrate d'Allemagne (CDU) au Landtag de Bade-Wurtemberg, Peter Hauk. Après avoir été diplômé en 2002, il travaille pour J.P. Morgan à Francfort-sur-le-Main et à Londres puis pour MVV Energy AG à Mannheim.

### Carrière politique
Daniel Caspary est élu député européen en 2004, réélu en 2009, 2014, 2019 et 2024. 
Depuis 2017, il est le président du groupe CDU/CSU au Parlement européen.